# De Lacy

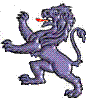
León púrpura de los de Lacy

De Laci (Laci, Lacie, Lascy, Lacey) es el apellido de una antigua familia de la nobleza normanda originaria de Lassy (Calvados).

## Historia
El primero de quien se tiene noticia fue Hugo de Lacy (c. 1005-1050), descendiente de Lasse, uno de los primeros vikingos que se asentaron en Normandía. Sus hijos, Walter e Ilbert de Lacy lucharon en la Batalla de Hastings con Guillermo el Conquistador. La familia desempeñó un papel importante en la Conquista normanda de Inglaterra e Irlanda. La concesión de tierras por parte del Conquistador a los hijos de De Lacy dio lugar a «dos ramas distintas de la familia»: la rama norte, centrada en Blackburnshire y West Yorkshire, estaba en manos de los descendientes de Ilbert; la rama sur de Marcher Lords, centrada en Herefordshire y Shropshire, estaba en manos de los descendientes de Walter. 
- Hasta 1361, la rama norte de la familia ostentaba el gran señorío de Bowland antes de que pasara por matrimonio con el ducado de Lancaster. También fueron barones de Pontefract y más tarde (a través de dos líneas femeninas) Condes de Lincoln .
- La rama sur de la familia se convirtió en grandes terratenientes en el Señorío de Irlanda y emparentó con la familia real escocesa; Elizabeth de Burgh, bisnieta de Walter de Lacy, se casó con Robert the Bruce, rey de Escocia.

## Descendientes
- Walter de Lacy (Lascy, Lasci, Laci)

Walter de Lacy fue compañero de Guillermo I de Inglaterra y llegó a las islas en el año 1066 para combatir en la batalla de Hastings. Fue enterrado en la catedral de Gloucester.
Roger de Lacy hijo de Walter. Participó en la fracasada rebelión de 1088 contra Guillermo Rufus y otra vez en 1095, por lo que fue exiliado.
Gilbert de Lacy, hijo de Roger, señor de Longtown, Weobley y Ludlow se unió a los templarios hacia 1158, y figura como testigo en la correspondencia entre los reyes de Inglaterra y Francia de mayo de 1160. Ese año fue a Tierra Santa. También aparece como testigo en la correspondencia entre Walter de Hereford, hijo de Miles de Gloucester y Enrique II. Cedió a los templarios Guiting en el condado de Gloucester.
Hugh de Lacy (1118-86), hijo de Gilbert también cedió tierras a los templarios, en Ludlow.
Hugh de Lacy tuvo un hijo, Walter de Lacy (antes de 1170-24 de febrero de 1240/41). Se casó en segundas con Margaret de Braose la hija de William de Braose, VII barón Abergavenny, de una importante dinastía normanda de Lores de las Marcas Galesas. Fundó el convento de monjas agustinas de Aconbury, que puso bajo la tutela de los Hospitalarios. Posteriormente, intentó librarse de ellos y sus disputas llegaron hasta el Papa
- Ilbert de Lacy (Laci, Lascie, Lascy)

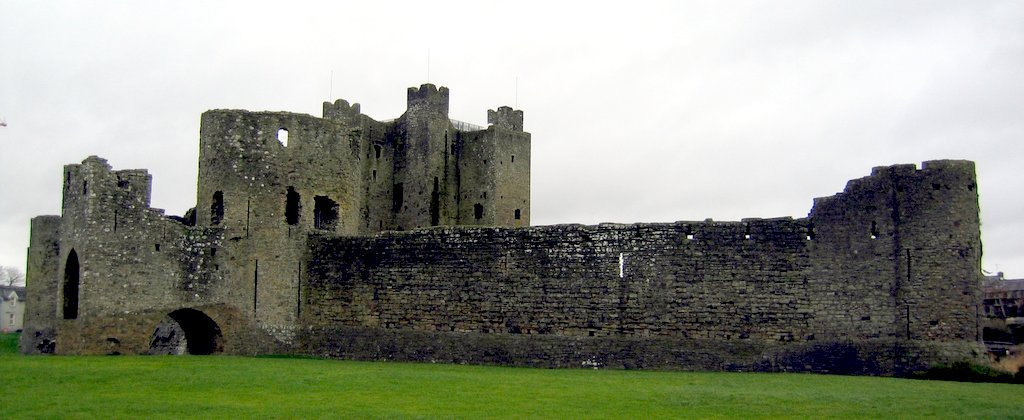
Castillo de Trim, Condado de Meath, Irlanda (De Lacey)

Ilbert de Lacy (1045, Lassy-1093, Pontefract) construyó el castillo de Pontefract en tierras donadas por Guillermo I de Inglaterra.
- Henry de Lacy (Laci, Lacie, Lascy), barón de Pontefract

Henry de Lacy (1070, Halton-1123) nieto de Ilbert de Lacy. Henry de Lacy, barón de Pontefract y Señor de Blackburnshire, erigió la abadía de Kirkstall.
- Robert de Lacy (Lascy, Laci)

Robert de Lacy (?-1193) fundó el priorato de Pontefract. La leyenda cuenta que construyó el castillo de Clitheroe, en cuyo escudo de armas figuran dos leones color púrpura.
- Hugh de Lacy, señor de Meath

Hugh de Lacy (antes de 1135-25 de julio de 1186, Durrow, Leinster), bisnieto del conquistador normando Walter de Lacy. Enrique II de Inglaterra concedió el Condado de Meath a Hugh de Lacy en 1172, convirtiéndose en el I Señor de Meath. Hugh de Lacy y su hijo Walter de Lacy (antes de 1170-1241) construyeron el castillo de Trim y el castillo de Kilkea. En 1186 Hugh de Lacy murió mientras supervisaba la construcción del castillo de Durrow Offaly por iniciativa de Sinnagh (the Fox) y O'Breen. De Lacy fue enterrado en la abadía de Durrow. En 1195, el arzobispo de Cashely y Dublín llevó su cuerpo a la abadía de Bective en el Condado de Meath y su cabeza a la abadía de Sto. Tomás en Dublín. Desde 1205, sus restos todos descansan en la abadía de Santo Tomás.
- Hugh de Lacy, I conde de Ulster

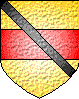
Escudo de Hugh de Lacy

Hugh de Lacy, conde de Ulster (antes de 1179-después del 26 de diciembre de 1242), hijo menor de Hugh de Lacy, señor (lord) de Meath.

- John de Lacy (Laci)

John de Lacy (1150, Lincoln-1190, Palestina) padre del barón Roger de Lacy. Fue señor de Flamborough y autoridad ("condestable") o sheriff de Chester.
- Barón Roger de Lacy

Roger de Lacy (1171, Lincoln-1212, Pontefract) fue comandante en el Château-Gaillard (Borgoña). Roger sirvió a Juan I de Inglaterra, Juan Sin Tierra, el hermano menor de Ricardo I de Inglaterra, conocido como «Ricardo Corazón de León». Defendió el "Château" contra Felipe II de Francia. Entre otros títulos, ostenta el del VII barón de Halton. Sus restos se encuentran en la abadía de Stanlow.
- Walter de Lacy (Laci, Lacie, Lascy)

Walter de Lacy (antes de 1170-24 de febrero de 1241) fue señor de Meath, Longtown, Weobley y Ludlow. Gille de Lacy, hija que tuvo con su esposa Margaret de Braose, casó con Richard Mór de Burgh (antes de 1200-17 de febrero de 1241/42) Señor de Connaught y Strathearn. Esta rama de los "de Lacy" continuó con Walter de Burgh (hacia 1230-1271), Richard Óg de Burgh, II conde del Úlster (1259-26 de julio de 1326) hasta Lady Elizabeth de Burgh, esposa de Robert the Bruce.
- Jean (John) de Lacy (Lacie, Laci)

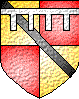
Escudo de Jean de Lacy

John de Lacy, conde de Lincoln (1192-22 de julio de 1240), hijo de Roger, que se convirtió en Conde de Lincoln y VIII barón de Halton. Él y su primo Robert de Vere, conde de Oxford, firmaron la Carta Magna. Enterrado en la Abadía de Stanlow.
- Maud de Lacy, condesa de Lincoln

Maud de Lacy, condesa de Lincoln (1223-1287), hija de John de Lacy, Conde de Lincoln (1192-1240), y Margaret de Quincy (1208-1266). Casó con Richard de Clare, V conde de Hertford. Sus hijos conocidos fueron: 
1) Isabel de Clare (1240-1270), que casó con Guillermo VII de Montferrato (h.1240-1292);
2) Gilbert de Clare, VI conde de Hertford; 
3) Thomas de Clare (1245-1287), que casó con Juliane FitzGerald;
4) Bogo de Clare (1248-1294);
5) Margaret de Clare (1249-1313), que casó con Edmundo, II conde de Cornualles;
6) Rohese de Clare (1252-después de 1299), que casó con Roger de Mowbray; y
7) Eglentina de Clare, que murió siendo niña en 1257.
- Edmund de Lacy

Edmund de Lacy (1227 o 1230-1258) fue el II conde de Lincoln, y IX barón de Halton.
- Henry de Lacy, III conde (Earl) de Lincoln

Henry de Lacy (1249-1311) fue confidente de Eduardo I de Inglaterra. Además de señor de Pontefract y X barón de Halton, en 1278 se convirtió en conde de Lincoln. Creó la abadía Whalley con los monjes procedentes de la Abadía de Stanlow. Casó con Margaret Longespee. Su hija Alice casó con Thomas Plantagenet, Conde (Earl) de Lancaster. Enterrado en la catedral de San Pablo de Londres.
- Alice de Lacy

Alice de Lacy, IV condesa de Lincoln (25 de diciembre de 1281, Denbigh Castle-2 de octubre de 1348, Barlings Abbey) casó con Thomas Plantagenet, II conde de Lancaster el 28 de octubre de 1294. Se divorciaron hacia 1318 porque fue acusada de adulterio con sir Ebulo Lestrange, lord Strange, barón de Shropshire, después de haber sido secuestrada en 1317 por orden de John de Warenne, VIII conde de Surrey. Thomas mantuvo el título de conde de Lincoln, por acuerdo previo con el padre de Alice. Esta quedó bajo custodia en Lancaster.
Sin embargo, tras la ejecución del conde de Lancaster, el conde de Surrey secuestró a la condesa de Lancaster para impedir que el título pudiera ser reclamado por Enrique de Lancaster, hermano de Thomas.
Alice casó de nuevo con sir Ebulo Lestrange antes del 10 de noviembre de 1324, a pesar de que era considerada muy mayor para tener hijos. Y tras enviudar en 1335, casó con Hugo de Freyne, el barón Freyne, antes del 23 de marzo de 1336, y murió sin hijos en 1348 quedando extinguida la casa de Lincoln.
- Peter Lacy

Peter Lacy (26 de septiembre de 1678-11 de mayo de 1751), nacido en Killedy, Irlanda, llegó a ser uno de los más importantes militares europeos de su época. Murió en Riga, ciudad de la que fue gobernador.
- Franz Moritz von Lacy

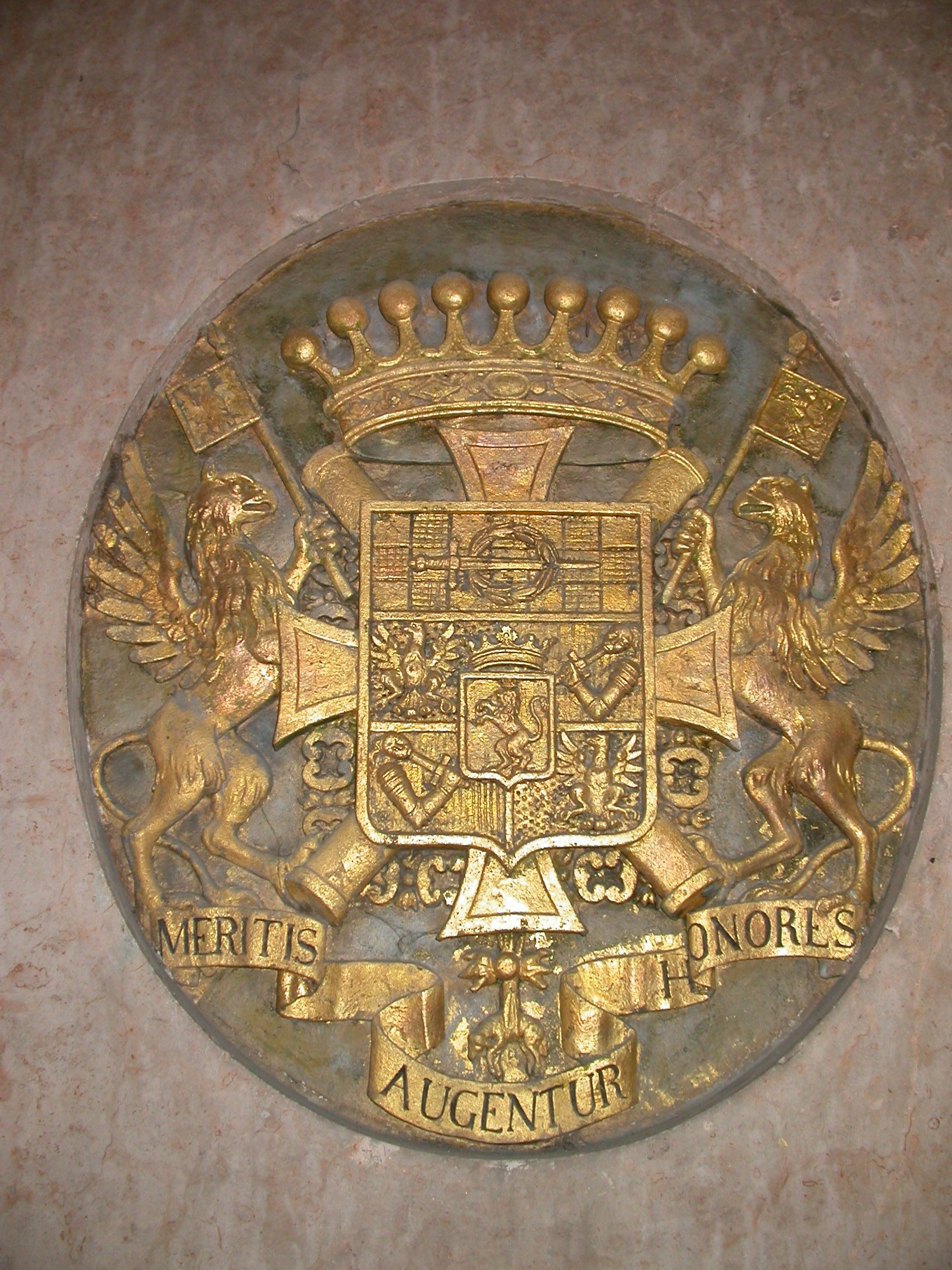
Armas del conde von Lacy, foto tomada en su cripta de Viena

Franz Moritz von Lacy (21 de octubre de 1725, San Petersburgo-24 de noviembre de 1801, Viena) sirvió a María Teresa y fue gran mariscal de campo. Amigo y consejero personal del emperador José II.

## Otras lecturas
- Starkey, H. F. Old Runcorn, Halton Borough Council, 1990.
- Whimperley, Arthur. Halton Castle: An Introduction & Visitors' Handbook, 1981.
- Whimperley, Arthur. The Barons of Halton, MailBook Publishing, Widnes, 1986.